# Vale dwergspecht
De vale dwergspecht (Picumnus limae fulvescens) is een vogel uit de familie Picidae (spechten). De vogel werd al in 1927 verzameld in Brazilië en kwam terecht in een Amerikaanse collectie. In 1961 werd de vogel geldig beschreven als aparte soort als Picumnus fulvescens. Volgens in 2020 gepubliceerd onderzoek is het geen soort, noch een ondersoort maar een geleidelijk geografisch veranderende (clinale) variëteit van de monotypische soort okerdwergspecht. Op de IOC World Bird List is het taxon echter toch als ondersoort opgenomen.
BirdLife International beschouwt het taxon als soort en daarom staat de vogel als gevoelige soort op de Rode Lijst van de IUCN.

## Verspreiding en leefgebied
Deze soort is endemisch in oostelijk Brazilië (zuidelijk deel van de deelstaat Ceará tot in de deelstaten Paraíba en Alagoas). De leefgebieden liggen in natuurlijk loofbos, maar ook gemengd bos en gedegradeerd bos en gebied met struikgewas, zowel in laagland en in heuvelland tot op 950 meter boven zeeniveau.